# مفرد الرامح (نجم)

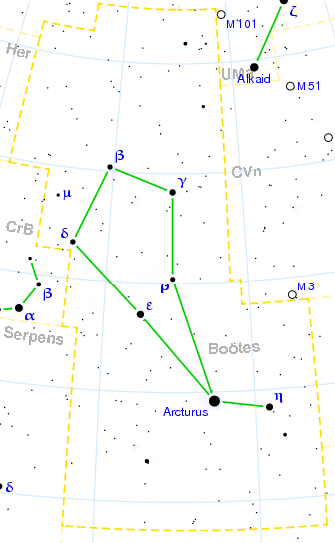
كوكبة العواء

 مفرد الرامح (باللاتينية: η Boötis)؛ (بالإنجليزية: Muphrid)‏ وهو نجم مزدوج شمال كوكبة العواء.